# Hàm số bậc hai
Hàm số bậc hai là hàm số có dạng {\displaystyle ax^{2}+bx+c=y} trong đó {\displaystyle a,b,c} là các hằng số và {\displaystyle {\displaystyle (a\neq 0)}}. Hệ số hoàn toàn có thể ở y. x và y lần lượt là các biến.
Tức là hàm số bậc hai chỉ cần đạt 2 điều kiện là có bậc cao nhất là 2 và hệ số của biến có bậc cao nhất khác 0.
Trường hợp có 2 biến x và y, hàm số có dạng
{\displaystyle f(x,y)=ax^{2}+by^{2}+cxy+dx+ey+f}
khi đó nó cùng với hàm chuẩn mẫu tạo trên hệ trục tọa độ những hình cônic (parabol, elip, tròn hoặc hyperbol)